# Elezioni europee del 1999 in Lussemburgo
Le elezioni europee del 1999 in Lussemburgo si sono tenute il 13 giugno.

## Risultati
| Liste  | Liste                                         | Gruppo    | Voti    | %     | Seggi |
| ------ | --------------------------------------------- | --------- | ------- | ----- | ----- |
|        | Partito Popolare Cristiano Sociale            | PPE-DE    | 53.504  | 31,67 | 2     |
|        | Partito Operaio Socialista Lussemburghese     | PSE       | 39.841  | 23,58 | 2     |
|        | Partito Democratico                           | ELDR      | 34.563  | 20,46 | 1     |
|        | I Verdi                                       | Verdi/ALE | 18.086  | 10,70 | 1     |
|        | Partito Riformista di Alternativa Democratica | -         | 15.186  | 8,99  | -     |
|        | La Sinistra                                   | -         | 4.688   | 2,77  | -     |
|        | Alleanza Verdi e Liberali                     | -         | 3.096   | 1,83  | -     |
| Totale | Totale                                        | Totale    | 168.964 |       | 6     |